# Ouâda-V1
Pour les articles homonymes, voir Ouâda.
Ouâda-V1 est un village du département et la commune rurale de Bané, situé dans la province du Boulgou et la région du Centre-Est au Burkina Faso.

## Histoire
Le village de Ouâda-V1 est issu de la scission administrative du village de Ouâda (5 604 habitants en 2003) en cinq villages reconnus séparément et élisant depuis 2006 leurs propres représentants locaux au sein du conseil municipal du département et la commune de Bané : Ouâda-Traditionnel, Ouâda-V1, Ouâda-V2, Ouâda-V3 et Ouâda-V4.

## Santé et éducation
Le centre de soins le plus proche de Ouâda-V1 est le centre de santé et de promotion sociale (CSPS) d'Ouâda-Traditionnel tandis que le centre médical (CM) le plus proche se trouve Bitou et que le centre hospitalier régional (CHR) est à Tenkodogo.
Le village dispose d'une école primaire publique.